# Thripadectes virgaticeps
Thripadectes virgaticeps là một loài chim trong họ Furnariidae. Nó được tìm thấy ở Colombia, Ecuador và Venezuela. Môi trường sống tự nhiên của nó là các khu rừng trên núi ẩm nhiệt đới hoặc cận nhiệt đới.